# Lijst van spelers van AS Monaco
Deze lijst omvat voetballers die bij de Franse voetbalclub AS Monaco spelen of gespeeld hebben. De spelers zijn alfabetisch gerangschikt.

## A
- Éric Abidal
- Jim Ablancourt
- Emmanuel Adebayor
- Adriano
- Freddy Adu
- Rabiu Afolabi
- Hassan Akesbi
- Jimmy Algerino
- Sergio Almirón
- Alejandro Alonso
- Paul Altavelle
- Yeso Amalfi
- Manuel Amoros
- Sonny Anderson
- Stjepan Andrijašević
- Philippe Anziani
- Dennis Appiah
- Marcel Artelesa
- Pierre-Emerick Aubameyang
- Jean-Marie Aubry
- Fabien Audard

## B
- Jean Baeza
- Robert Bahl
- Djamel Bakar
- Nacer Barazite
- Umberto Barberis
- Fabien Barthez
- Claude Battistella
- Patrick Battiston
- Bruno Bellone
- Raymond Bellot
- Ali Benarbia
- Eric Benoît
- Lucas Bernardi
- Jérémy Berthod
- André Biancarelli
- Henri Biancheri
- Oliver Bierhoff
- Dominique Bijotat
- Patrick Blondeau
- Basile Boli
- Bolívar
- Nicolas Bonnal
- Laurent Bonnart
- Frédéric Brando
- Daniel Bravo
- Theodor Brinek
- Stephane Bruey
- Frédéric Bulot
- Gérard Burckle
- Søren Busk

## C
- Souleymane Camara
- Bart Carlier
- Stephane Carnot
- Sébastien Carole
- Georges Casolari
- Sébastien Chabbert
- Nacer Chadli
- Yves Chauveau
- Javier Chevantón
- Philippe Christanval
- Frédéric Christen
- Didier Christophe
- Edouard Cissé
- Benjamin Clement
- John Collins
- Pablo Contreras
- Heriberto Correa
- Lucien Cossou
- Costinha
- Rolland Courbis
- Alain Couriol
- Uliano Courville
- Mathieu Coutadeur
- Eric Cubilier
- Leandro Cufré

## D
- Ousmane Dabo
- Christian Dalger
- James Debbah
- Christian Delachet
- Patrick Delamontagne
- René Demaret
- Eric Dewilder
- Éric Di Meco
- David di Tommaso
- Marco Di Vaio
- Salif Diao
- Mahamadou Diarra
- Djibril Diawara
- Kévin Diaz
- Ramón Díaz
- Marcel Dib
- Nabil Dirar
- Martin Djetou
- Youri Djorkaeff
- Jean-Pierre Dogliani
- Cyril Domoraud
- Manuel Dos Santos
- Yvon Douis
- Loic Dufau
- Franck Dumas
- Stéphane Dumont

## E
- Ralf Edström
- Eduardo Costa
- Hassan El Fakiri
- Wagneau Eloi
- Albert Emon
- Jean-Luc Ettori
- Patrice Evra
- Stephan El Shaarawy

## F
- Fábio Santos
- Pontus Farnerud
- Jean-Marc Ferratge
- Louis Floch
- Youssouf Fofana
- Radamel Falcao

## G
- Serge Gakpé
- Marcelo Gallardo
- Bernard Gardon
- Franck Gava
- Bernard Genghini
- Gerard
- Lazare Gianessi
- David Gigliotti
- Ludovic Giuly
- Gaël Givet
- Léon Glovacki
- Jérôme Gnako
- Nacho González
- Jean-Jacques Gosso
- Marco Grassi
- Antoine Grauss
- Xavier Gravelaine
- Sébastien Grax
- Gilles Grimandi
- Jean Grumellon
- Thierry Gudimard
- Eiður Guðjohnsen
- André Guesdon
- Jean-Claude Guiddi

## H
- Sébastien Hamel
- Petter Hansson
- Lukman Haruna
- Mark Hateley
- Thorstein Helstad
- Thierry Henry
- Michel Hidalgo
- Nicolas Hislen
- Glenn Hoddle
- Angelo Hugues

## I
- Hugo Ibarra
- Victor Ikpeba
- Bruno Irles
- Nicolas Isimat-Mirin

## J
- Pascal Janin
- Torben Joneleit
- Jimmy Juan
- Vladimir Jugović
- Franck Jurietti

## K
- Raymond Kaelbel
- Gary Kagelmacher
- Sani Kaita
- Mohamed Kallon
- Olivier Kapo
- Antoine Keller
- Jürgen Klinsmann
- Jan Koller
- Vladimir Koman
- Muhamed Konjić
- Uwe Krause
- Toni Kurbos
- Layvin Kurzawa

## L
- Franck L'Hostis
- Robert Luiz La Paz
- Grégory Lacombe
- Félix Lacuesta
- Sabri Lamouchi
- Laurent Lanteri
- Yvon Le Roux
- Pierre Lechantre
- Fabien Lefévre
- Elia Legati
- Sylvain Legwinski
- Jerko Leko
- Thomas Lemar
- Philippe Léonard
- Søren Lerby
- Arnaud Lescure
- Fabrice Levrat
- Alexandre Licata
- Abdallah Liegeon
- Igor Lolo
- Francois Ludo
- Luiz Henrique
- Patrice Luzi

## M
- Moussa Maazou
- Michaël Madar
- Maicon
- Kévin Malcuit
- Cris Malonga
- Erwan Manac'h
- Thomas Mangani
- Toifilou Maoulida
- Eric Marester
- Rafael Márquez
- Lilian Martin
- Malaury Martin
- Nicolas Maurice-Belay
- Menno Pruijn
- Dieumerci Mbokani
- Fabrice Mege
- Nampalys Mendy
- Roger Mendy
- Jérémy Ménez
- Camel Meriem
- Roger Milla
- Bora Milutinović
- François Modesto
- Laurent Mohellebi
- Alain Moizan
- Yohan Mollo
- Cédric Mongongu
- Sylvain Monsoreau
- Christian Montes
- Fernando Morientes
- Pierre Mosca
- Patrick Müller
- Vincent Muratori
- Marko Muslin

## N
- Moussa N'Diaye
- Japhet N'Doram
- Nicolas N'Koulou
- Nenê
- Daniel Niculae
- Frédéric Nimani
- Mario Nocentini
- Raul Nogues
- Shabani Nonda
- Alex Nyarko

## O
- Delio Onnis
- Joseph Oshadogan
- Stevan Ostojić

## P
- Jean Paluch
- Christian Panucci
- Park Chu-young
- Mario Pašalić
- Franck Passi
- Gérald Passi
- José Pastoriza
- Eric Pécout
- Claude Peretti
- Christian Perez
- Diego Pérez
- Dan Petersen
- Emmanuel Petit
- Jean Petit
- Philippe Piat
- José Pierre-Fanfan
- Christophe Pignol
- Steve Pinau
- Juan Pino
- Frédéric Piquionne
- Jean-Claude Piumi
- Jaroslav Plašil
- Pierre Pleimelding
- Nikola Pokrivač
- Stéphane Porato
- Fabrice Poullain
- Dado Pršo
- Claude Puel
- Sébastien Puygrenier

## Q
- Yannick Quesnel
- Diego Quintero
- Claude Quittet

## R
- Florin Raducioiu
- Marco Ramos
- Philippe Raschke
- Nicolas Raynier
- John Arne Riise
- Laurent Robuschi
- Bruno Rodriguez
- Julien Rodriguez
- Jean-Philippe Rohr
- Flavio Roma
- Cyril Rool
- Jean-Paul Rostagni
- Jérôme Rothen
- Serge Roy
- Stéphane Ruffier
- Rui Barros

## S
- Yannick Sagbo
- Willy Sagnol
- Moussa Saïb
- Massamba Sambou
- Mass Sarr
- Franck Sauzée
- Javier Saviola
- Denis Schaer
- Enzo Scifo
- Djibril Sidibe
- Amara Simba
- Dario Šimić
- Juan Simón
- Marco Simone
- John Sivebæk
- Henri Skiba
- Gérard Soler
- Luc Sonor
- Olivier Sorlin
- Robert Špehar
- Sébastien Squillaci
- Henri Stambouli
- Ernst Stojaspal
- Nenad Stojković
- Julien Stopyra
- Danijel Subašić
- Ruud Suurendonk
- Tony Sylva
- Théo Szkudlapski

## T
- Aníbal Tarabini
- André Thuillier
- Lilian Thuram
- Yohann Thuram-Ulien
- Philippe Tibeuf
- Jean Tigana
- José Toure
- Yaya Touré
- Djimi Traoré
- David Trezeguet
- Oscar Trossero
- Youri Tielemans

## V
- Marama Vahirua
- Patrick Valéry
- Manuel Vallaurio
- Roger Vandooren
- Albert Vanucci
- Gonzalo Vargas
- Olivier Veigneau
- Laurent Viaud
- Christian Vieri
- Alfred Vitalis
- Rémi Vogel

## W
- Maik Walter
- Guillaume Warmuz
- George Weah
- Andreas Wolf
- Christopher Wreh

## Z
- Akis Zikos
- Mustapha Zitouni
- Distel Zola